# Сату-Ноу (Шкея, Ясси)
Сату-Ноу (рум. Satu Nou) — село у повіті Ясси в Румунії. Входить до складу комуни Шкея.
Село розташоване на відстані 297 км на північ від Бухареста, 26 км на південь від Ясс.

## Населення
За даними перепису населення 2002 року у селі проживали 383 особи, усі — румуни. Усі жителі села рідною мовою назвали румунську.